# 圣特里
圣特里（法語：Sainte-Trie，法語發音：[sɛ̃t tʁi]）是法国多尔多涅省的一个市镇，属于佩里格区。

## 地理
圣特里（45°17'58"N, 1°11'50"E）面积10.91 平方千米，位于法国新阿基坦大区多爾多涅省，该省份为法国西南部内陆省份，是法國本土面积第三大的省，大致对应佩里戈尔地区，北起顺时针与夏朗德省、上维埃纳省、科雷兹省、洛特省、洛特-加龙省、吉倫特省和滨海夏朗德省接壤。
与圣特里接壤的市镇（或旧市镇、城区）包括：萨拉尼亚克、瑞亚克、瑟贡扎克、泰洛特、布瓦瑟伊、热尼。

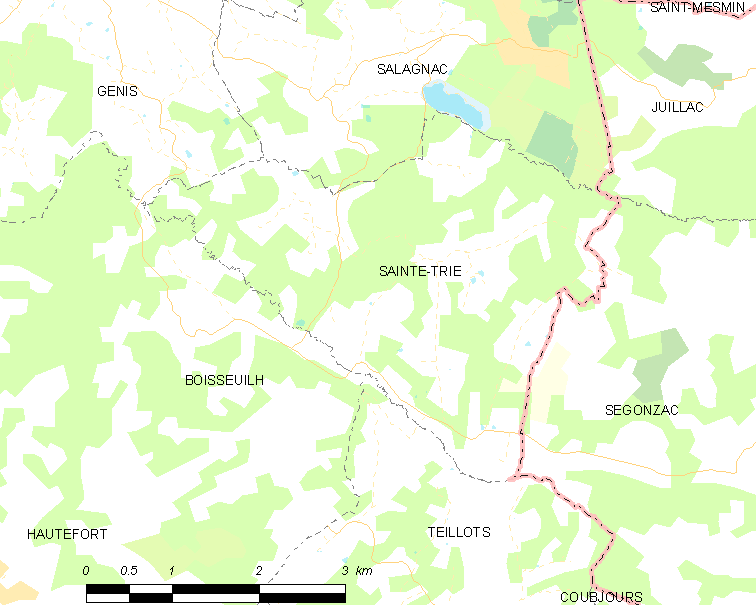
圣特里的OSM定位图

圣特里的时区为UTC+01:00、UTC+02:00（夏令时）。

## 行政
圣特里的邮政编码为24160，INSEE市镇编码为24507。

## 政治
圣特里所属的省级选区为上黑色佩里戈尔县。

## 人口

1962-2008年间圣特里人口变化图示

圣特里于2022年1月1日时的人口数量为113人。